# Giuseppe Carpani (poète)
Pour l’article homonyme, voir Giuseppe Carpani (jésuite).
Giuseppe Carpani, né le 29 décembre 1751 à Vill'Albese et décédé le 22 janvier 1825 à Vienne, est un homme de lettres italien.

## Biographie
En 1768, il entre, selon les volontés de son père, à la faculté de droit de l'Université de Pavie, puis est ensuite admis au Collegio Borromeo à Pavie. Néanmoins, après ses études, il se consacre à sa passion première, l'écriture de pièces de théâtre et de librettos.
En 1796, année de l'invasion française de l'Italie, Giuseppe Carpani quitte Milan pour Vienne. Après le Traité de Campo-Formio en 1797 qui met fin à la guerre franco-autrichienne, il devient censeur et directeur des théâtres de Venise. Des problèmes de santé le contraignent à retourner à Vienne. Il y traduit plusieurs œuvres d'auteurs français et allemand, et écrit l'oratorio La passione di Gesù Cristo (La Passion de Jésus Christ), mis en musique par le compositeur autrichien Joseph Weigl et joué au palais du prince Lobkowitz en 1808.
Il traduit en italien l'oratorio La Création de Joseph Haydn, et compose un sonnet à son honneur. Grand admirateur de celui-ci, il lui consacre en 1812 l'ouvrage intitulé Le Haydine, ossia lettere sulla vita e le opere di Giuseppe Haydn.
Giuseppe Carpani est mort de causes naturelles dans le petit palais Liechtenstein à Vienne à l'âge de 73 ans.

## Librettos
- Il principe invisibile (dramma giocoso)
- La morte di Cleopatra
- Nina, o sia La pazza per amore, musique de Giovanni Paisiello, issue de la pièce Nina ou la Folle par amour, livret de Marsollier, musique de Nicolas Dalayrac
- Camilla, ossia Il sotterraneo (opera semiseria), musique de Ferdinando Paër, issue de la pièce Camille ou le Souterrain, livret de Marsollier, musique de Nicolas Dalayrac
- Gli antiquari in Palmira
- L'uniforme